# Ahmedije
Ahmedije, službeno Muslimanska zajednica ahmedije ili Ahmedijski muslimanski džemat, islamska je religijska zajednica utemeljena krajem 19. st. u Pandžabu u Britanskoj Indiji. Proizašla je iz života i djela Mirze Ghulama Ahmeda (1835. – 1908.) koji je tvrdio kako predstavlja ispunjenje proročanstava o svjetskom reformatoru Sudnjeg dana, koji bi mirnim sredstvima trebao osigurati konačnu pobjedu islama i najaviti eshaton kao što je predviđeno u islamskim spisima, ali i u raznim svjetskim religijama. Tvrdio je kako je određen od Boga za mudžadida (obnovitelja) islama, obećanog Mesiju i Mehdija kojeg iščekuju muslimani. Članovi ahmedijskog pokreta nazivaju se ahmedije muslimani.
Ahmedijska misao naglašava vjerovanje da je islam konačna uputa dana čovječanstvu kao što je objavljeno Muhammedu, te ističe nužnost obnove istinske srži islama u njegovom iskonskom obliku – izgubljenom tijekom stoljeća. Ahmedije vjeruju da se Ahmed pojavio u Duhu Isa a.s.(Isusa) kako bi okončao religijske ratove, osudio krvoproliće i ponovno uspostavio moralnost, pravdu i mir. Vjeruju da je uz pomoć božanskog vodstva iz islama odstranio fanatična i nadodana vjerovanja i prakse, zauzimajući se za istinska i ključna učenja islama u skladu s praksom Muhameda i rane islamske zajednice. Shodno tome, ahmedije sebe poimaju kao vođe obnove i mirnog širenja islama.
Mirza Ghulam Ahmed utemeljio je zajednicu 23. ožujka 1889. Nakon njegove smrti zajednicu su vodili kalifi, a do 2016. g. proširila se u 209 država i teritorija svijeta s najvećim članstvom u južnoj Aziji, istočnoj i zapadnoj Africi te Indoneziji. Ahmedija njeguje snažnu misionarsku tradiciju i bila je među prvim muslimanskim zajednicama koje su stigle u Veliku Britaniju i druge zapadne države. Zajednicu trenutno predvodi kalif Ahmad Mirza Masroor Ahmad, a njezino se članstvo kreće između oko 20 milijuna pripadnika širom svijeta.
Ahmedijska populacija skoro potpuno konstituira jednu, visoko organiziranu i ujedinjenu zajednicu. U tom smislu postoji samo jedna struja ahmedija. Međutim, u ranoj povijesti zajednice skupina ahmedija muslimana se odvojila zbog spora oko naravi Ahmadova proroštva i nasljedstva te oformila Pokret Lahore Ahmadija, koji danas predstavlja malu frakciju ahmedija. Od začetka pokreta, neka specifično ahmedijska vjerovanja smatrana su suprotnim suvremenoj srednjostrujaškoj islamskoj misli i neke su ahmedije zbog toga bili progonjene. Mnogi muslimani ahmedije smatraju nevjernicima (kafir) ili hereticima.

## Etimologija
Ahmadijski pokret utemeljen je 1889. g., no ime Ahmadija usvojeno je nakon jednog desetljeća kada je u Indiji proveden popis stanovništva, pri čemu nisu prikupljani samo podaci o religijskoj nego i o denominacijskoj pripadnosti. U manifestu od 4. studenog 1900. Mirza Ghulam Ahmad objasnio je kako ime ne upućuje na njega samoga, nego na Muhamedovo alternativno ime – Ahmad. Prema njemu,Muhamed, što znači „najhvaljeniji“, odnosi se na slavnu sudbinu, veličanstvenost i moć proroka, koji je to ime usvojio za vrijeme hidžre; ipak, Ahmad, arapski superlativ, koji znači „visoko hvaljen“ te „tješitelj“, označava ljepotu njegovih propovjedi, kvalitete nježnosti, poniznosti, ljubavi i milosrđa utjelovljene u Muhamedu, te, također, označava mir koji je svojim učenjima trebao uspostaviti u svijetu. Prema Ahmadu, ova imena time upućuju na dva aspekta ili dvije faze islama, a u posljednje vrijeme drugi je aspekt zahtijevao veću pažnju. Mnoštvo različitih imena raznih sljedbi i škola islamske misli koje proizlaze iz imena njihovih vođa smatrao je inovacijama (bida) jer je Poslanik islama imao samo ova dva imena.
U skladu s time, prema Ahmadovu mišljenju, to je bio razlog zašto je Stari zavjet prorokovao Poslanika „sličnog Mojsiju“, što se odnosilo na Muhameda, dok je, prema Kuranu, Isus nagovijestio poslanika s imenom Ahmad (Kuran 61:6). Također, upotrijebio je naziv Ahmadija madhab (misaona škola unutar islama):
„Dopušteno je da se [ovu zajednicu] također naziva 'muslimanima Ahmadi puta (madhab).

## Sažetak vjerovanja
Ahmadi vjerovanja srodnija su sunitskoj nego šijitskoj tradiciji, poput pet stupova islama ili šest stavki islamskog vjerovanja. Isto tako, Ahmadijci prihvaćaju Kuran kao svoj sveti tekst, okreću se prema Kabi tijekom molitve, prakticiraju sunu (praksu i običaje poslanika Muhameda) i prihvaćaju autoritet sunitskih hadisa (zabilježenih Muhamedovih izreka i priča o njemu). To su središnja vjerovanja Ahmadi muslimana. Razlikovna je značajka Muslimanske zajednice Ahmadije njihovo vjerovanje da je Mirza Ghulam Ahmad Obećani Mesija i Mahdi, kao što je naviještao poslanik Muhamed. Sažimajući svoju tvrdnju, Ahmad piše:
Zadatak za koji me Bog odredio jest takav da trebam otkloniti bolest što pogađa odnos između Boga i njegovih stvorenja i obnoviti vezu ljubavi te iskrenosti među njima. Naviještanjem istine i okončanjem religijskih sukoba, trebao bih uspostaviti mir i objelodaniti Božanske istine koje su postale skrivene od očiju svijeta. Pozvan sam kako bih pokazao duhovnost što leži zakopana ispod egoistične tame. Na meni je da praktično pokažem, a ne samo riječima, Božanske moći koje prodiru u ljudsko biće i očituju se putem molitve i pažnje. Povrh svega, moja je zadaća u ljudskim srcima ponovno uspostaviti vječno zdanje čistog i blistavog Božjeg Jedinstva, slobodnog od svake nečisti mnogoboštva, koje je sada potpuno nestalo. Sve ovo bit će postignuto ne mojom snagom nego snagom Svemogućeg Boga, koji je Bog neba i zemlje.
U skladu s ovime, vjerovao je kako je njegov cilj mirnim putem braniti i širiti islam diljem svijeta, oživiti zaboravljene islamske vrednote mira, opraštanja i suosjećanja naspram cijelog čovječanstva te uspostaviti svjetski mir kroz islamska učenja. Vjerovao je kako je njegova poruka bila osobito bitna za zapadni svijet, koji je, prema njemu, zapao u materijalizam.
Ahmadi učenja drže da su sve velike svjetske religije božanskog porijekla i da su bile dio božanskog plana usmjerenog uspostavljanju islama kao konačne religije jer je najcjelovitiji te je usavršio prethodna učenja drugih religija (ipak, Ahmadijci vjeruju kako su sve druge religije zastranile od svog izvornog oblika te postale iskvarene). Poruka utemeljitelja tih religija bila je, prema tome, u biti jednaka onoj islamskoj, no ipak nepotpuna. Upotpunjenje i dokončanje religijskog razvoja nastupilo je dolaskom Muhameda. Međutim, globalno širenje, priznavanje i eventualno prihvaćanje njegove poruke (tj. usavršavanje pojavnosti Muhamedova poslanstva) bilo je predodređeno tek za dolazak Mahdija. Prema tome, Ahmadi muslimani Mirzu Ghulama Ahmada drže tim Mahdijem i, time, „Obećanim“ svih religija koji ispunjava eshatološka proroštva Abrahamic religions abrahamskih religija, kao izoroastrizma, indijskih religija, tradicije američkih starosjedialca i drugih. Ahmadi muslimani vjeruju da je Ahmad bio božanski određen kao istinski odraz Muhamedova poslanstva kako bi potvrdio Božje jedinstvo i podsjetio čovječanstvo na dužnosti prema Bogu i njegovoj kreaciji. Sažimajući islamsku vjeru, Ahmad piše:
Postoje samo dva cjelovita dijela vjere. Prvi je ljubiti Boga, a drugi je ljubiti čovječanstvo u takvoj mjeri da patnju, probleme i nevolje drugih ljudi smatrate svojima te da molite za njih.

## Stavke vjerovanja
Ahmadi muslimani drže do istih vjerovanja kao i većina muslimana, s razlikom u poimanju značenja Khataman-Nabiyyin (Pečata poslanstva). Šest stavki vjerovanja identične su onima u koje vjeruju sunitski muslimani, a temelje se na Kuranu i Muhamedovoj tradiciji (Sunnetu).

## Božje jedinstvo
Ahmadi muslimani čvrsto vjeruju u Božje apsolutno jedinstvo. Priznavanje ovog načela najvažnije je i Zajednica ga drži kardinalnim islamskim načelom. Iz njega proizlaze sva ostala islamska vjerovanja. Smatra se da vjerovanje u Božje jedinstvo utječe na život osobe u svim njegovim aspektima i vjeruje se da ima mnogo šire značenje te dublju primjenu. Primjerice, razrađujući Božje jedinstvo, kuranski ajet „Nema sveobuhvatne moći osim Boga“ poništava sve vrste straha osim straha od Boga. Ulijeva osjećaj potpune ovisnosti o Bogu i osjećaj da svako dobro proistječe iz Njega. Općenito, smatra se kako vjerovanje u Božje jedinstvo oslobađa vjernike od svih oblika tjelesnih strasti, ropstva i dojma zemaljskog utamničenja. Utemeljitelj Zajednice piše:
Božje jedinstvo svjetlo je koje osvjetljuje srce tek nakon negacije svih božanstava, pripadala ona unutarnjem ili vanjskom svijetu. Ono prožima svaku česticu ljudskog bića. Kako se ovo može postići bez pomoći Boga i Njegova Poslanika? Dužnost je čovjeka samo usmrtiti vlastiti ego i okrenuti leđa vražjem ponosu. Ne bi se trebao razmetati time kako je podignut u kolijevci znanja, nego bi se trebao smatrati običnom neznalicom i zaokupiti se preklinjanjem. Tada će se svjetlo Jedinstva od Boga spustiti na njega i podariti mu novi život.
Nadalje, vjeruje se kako islamski koncept Božjeg jedinstva donosi shvaćanje jedinstva ljudskog roda i tako otklanja sve zapreke u tom pogledu. Raznolikost rasa, narodnosti i boja smatra se vrijednom prihvaćanja. K tome, smatra se da vjerovanje u Božje jedinstvo stvara osjećaj potpune harmonije između Stvoritelja i njegove kreacije. Podrazumijeva se da ne može biti proturječja između Božje riječi i Božjeg djela.:54
Islam Boga prepoznaje izvorom svih izvrsnosti, slobodnim svakog nesavršenstva u skladu s razumijevanjem Zajednice. Bog se priznaje kao Živi Bog koji se posvuda očituje i sluša molitve svojih slugu. Distinktivno, međutim, Ahmadi muslimani Božje atribute drže vječnim. Po tom pitanju, Ahmadi učenja zastupaju stav kako Bog komunicira s čovječanstvom kao i prije.

## Anđeli
Vjerovanje u anđele temeljni je dio Muslimanske zajednice Ahmadije. Anđeli su duhovna bića stvorena od Boga kako bi Mu bila poslušna te provodila njegove zapovijedi. Za razliku od ljudskih bića, anđeli nemaju slobodnu volju i ne mogu samostalno djelovati. Po Božjoj zapovijedi oni prorocima donose objave, njihovim neprijateljima donose kazne, veličaju Boga i bilježe djela ljudskih bića. Anđeli nisu vidljivi fizičkim okom. Ipak, prema Ahmadi vjerovanju, ponekad se ljudima pojavljuju u različitim oblicima. Takve pojave, međutim, nisu fizičke nego duhovne naravi. Ahmadi muslimani na anđele gledaju kao nebeska bića osobne naravi.:64 Njihova je glavna uloga prenošenje Božjih poruka ljudima. Prema Kuranu, cijelim materijalnim, kao i duhovnim, svemirom upravljaju duhovne sile, koje se naziva anđelima. Štogod oni čine potpuno je podređeno Božjoj volji i Njegovom planu događanja. Prema islamu, u interpretaciji Ahmadi muslimana, stvari ne mogu odstupiti od određenog im tijeka ili dodijeljene im funkcije, ili od Božjeg sveukupnog plana događanja.

## Knjige
Za Ahmadi muslimane, treća se stavka islamskog vjerovanja odnosi na vjerovanje u sve svete spise koje je Bog objavio svojim poslanicima. To uključuje Toru, evanđelja, psalme, Abrahamove svitkei Kuran. Prije pojave islama, povijest religije shvaća se kao niz objava u kojima je svaki poslanik donosio učenja prikladna danom području i vremenu. Prema tome, u vrijeme svog nastanka, božanska učenja podudarala su se u svojim temeljima uz iznimku manjih detalja koji su se odnosili na specifičnosti vremena i područja. Izuzimajući Kuran, vjeruje se kako su sveti spisi podložni ljudskom umetanju. Islam priznaje da Bog šalje svoje poslanike svim nacijama te izoliranim zajednicama u svijetu. Tako se, prema Ahmadi učenjima, drži da spisi izvan abrahamske tradicije, poput Veda i Aveste, također imaju božansko porijeklo. Među priznatim spisima, Zajednica vjeruje da je Kuran konačna Božja objava čovječanstvu. Učenja Kurana smatraju se bezvremenim.

## Proroci
Prema stavu Ahmadi muslimana, četvrta je stavka islamske vjere vjerovanje u sve Božje proroke. Ahmadi muslimani vjeruju da, kada je svijet pun nepravde i nemorala, ili neki njegov dio, ili kada sljedbenici određene religije postanu iskvareni ili u vjeru uvedu iskvarena učenja, čineći time vjeru zastarjelom i stvarajući potrebu za božanskim Pomagačem, tada je Božji prorok poslan kako bi ponovno uspostavio Svoju božansku volju. Osim vjere u sve proroke iz Kurana i Starog zavjeta, Zajednica također prorocima smatra Zaratustru, Krišnu, Buddhu i Konfucija.
Prema Ahmadi vjerovanju, islamski su termini „upozoritelj“ (natheer), „prorok“ (nabi), „poslanik“ (rasul) i „glasnik“ (mursal) istoznačnice. Međutim, Zajednica razlikuje dvije vrste proroštva: proroci donositelji zakona, koji donose novi zakon i odredbe, poput Mojsija (dana mu je Tora) i Muhameda (dan mu je Kuran); i proroke koji ne donose nove zakone, a pojavljuju se u okviru danih zakona, poput Jeremiah Jeremije, Isusa i Mirze Ghulama Ahmada. Adama drže prvim čovjekom s kojim je Bog razgovarao i objavio mu Svoju božansku volju, i stoga prvim prorokom. Međutim, Ahmadijci Adama ne smatraju prvim čovjekom na svijetu, nasuprot islamskom, kršćanskom i židovskom vjerovanju. Ovaj je stav utemeljen u samom Kuranu, prema Muslimanskoj zajednici Ahmadiji. Ahmadijci vjeruju da je Muhmed zadnji prorok donositelj zakona, no naučavaju kontinuitet proroštva.

## Sudnji dan
Peta je stavka vjere Sudnji dan.:72 Prema Ahmadijcima, nakon vjerovanja u jednog Boga, vjerovanje u Sudnji dan najnaglašenija je doktrina u Kuranu.:72 Prema vjerovanju Ahmadi muslimana, cijeli će svemir skončati na Sudnji dan, taj stav zauzimaju sve ostale islamske sljedbe i škole mišljenja. Mrtvi će uskrsnuti i položiti račune svojih djela. Ljudi s dobrim djelima ući će u raj, a oni sa zlim djelima u pakao.:72 U Ahmadiji pakao je shvaćen kao privremeno boravište, gdje boravak traje iznimno dugo, ali ne vječno – slično kao u židovstvu. Pakao drže sličnim bolnici gdje se duše čiste od grijeha i taj je stav utemeljen na Kuranu i hadisima.:73

## Božansko određenje
Glavni članci: Kader i Taqdir
Muslimanska zajednica Ahmadija vjeruje kako božansko određenje upravlja ishodimasvih mogućih događanja u ovom svemiru. Unutar granica božanskog određenja, čovjeku je dana slobodna volja za izbor svojeg puta. Ahmadi muslimani vjeruju da će im na Sudnji dan biti suđeno na temelju njihovih namjera i djela. Vjeruju kako je znanost proučavanje Božjih djela, a religija proučavanje Božje riječi, te da između njih ne može biti proturječja. Na temelju svojeg shvaćanja Kurana, Ahmadijci vjeruju da Adam nije bio prvi čovjek na svijetu, već samo prvi prorok. Ahmadi muslimani vjeruju u Ahmadiyya views on evolution teoriju biološke evolucije, premda je smatraju božanski vođenom.

## Pet stupova
Glavni članak: Pet stupova islama
Stupovi islama (arkanal-Islam; također, arkan ad-din, „stupovi religije“) pet su temeljnih islamskih čina i obvezni su za sve Ahmadi muslimane.:37 U Kuranu su predstavljeni kao okvir bogoštovlja i znak predanosti vjeri. To su šehadet, salat (dnevne molitve), zekat (obvezni milodar), ramazanski post i hodočašće u Meku barem jednom u životu (hadž).:24 Ahmadi muslimani slažu se sa šijitskim i sunitskim sljedbama oko ključnih detalja pri izvođenju ovih čina. Međutim, u Pakistanu je Ahmadijcima zakonski zabranjeno da se izjašnjavaju kao muslimani, a u nekim su drugim muslimanskim državama i progonjeni zbog toga. To im donekle otežava izvođenje obveznih čina vjere. Iako Ahmadijci iz nekih država odlaze na hodočašće u Meku, to im saudijskim zakonom zapravo nije dozvoljeno.

## Svojstvena učenja
Iako su pet stupova islama i šest stavki vjere kod Ahmadi muslimana u središtu vjerovanja te su identični onima srednjostrujaških sunita, svojstvena Ahmadi vjerovanja uključuju sljedeće:

## Drugi dolazak
Nasuprot srednjostrujaškom islamskom vjerovanju, Ahmadi muslimani vjeruju kako je Isus bio razapet i da je preživio četiri sata na križu. Kasnije se u grobnici probudio iz nesvjestice. Ahmadijci vjeruju kako je Isus umro prirodnom smrću u Kašmiru tražeći izgubljena izraelska plemena. Vjeruju da su Isusovi posmrtni ostaci u kašmirskoj grobnici čovjeka imena YuzAsaf. Naime, vjeruje se kako su biblijska i kuranska proročanstva o drugom Isusovu dolasku metaforičke naravi te da je Mirza Ghulam Ahmad svojim likom ispunio ova proročanstva i drugi Isusov dolazak. Ahmadi muslimani također vjeruju da su „Obećani Mesija“ te „Imam Mahdi“ ista osoba, i da će pomoću njegovih učenja, utjecaja i molitvi, te njegovih sljedbenika islam poraziti Antikrista ili Al-Masih ad-Dajjal Dedžala u vremenskom razdoblju sličnom razdoblju koje je bilo potrebno za uspon kršćanstva (također, pogledajte: odnos Ahmadije i kršćanstva), te da će Dedžalova moć polako slabiti – označujući najavljenu konačnu pobjedu islama i doba mira.

## Pečat poslanika
Također pogledajte: Khataman-Nabiyyin i Proroštvo (Ahmadija)
Premda Ahmadi muslimani vjeruju da je Kuran zadnja Božja poruka čovječanstvu, također vjeruju da Bog nastavlja komunicirati s odabranim pojedincima na isti način kao i prije. Svi su Božji atributi vječni. Naime, Ahmadi muslimani vjeruju da je Muhamed proroštvo doveo do savršenstva i da je bio zadnji prorok donositelj zakona i vrhunac duhovne evolucije čovječanstva. Novi proroci mogu doći, no moraju biti potpuno podređeni Muhamedu te ga ne mogu nadmašiti u izvrsnosti niti izmijeniti njegovo učenje ili donijeti neki novi zakon ili religiju. Također, smatra ih se Muhamedovim odrazima prije nego samostalnim prorocima poput antičkih proroka. 58

## Džihad
Prema Ahmadi muslimanskom vjerovanju, džihad može biti podijeljen na tri kategorije: džihad al-Akbar (veći džihad) onaj je protiv ega i odnosi se na borbu protiv niskih strasti poput ljutnje, požude i mržnje; džihad al-Kabir (veliki džihad) odnosi se na mirno širenje islama, uz osobit naglasak na širenje istinske islamske poruke pisanjem; džihad al-Asghar (manji džihad) je oružana borba kojoj se pribjegava jedino u samoobrani u situacijama teških religijskih progona pri čemu nije moguće slijediti temeljna religijska načela i tada samo po izravnoj naredbi kalifa. 59 Ahmadi muslimani ističu da je Mirza Ghulam Ahmad, po islamskom proročanstvu, džihad u vojnom obliku prikazao neprimjenjivim u aktualnom dobu jer islam, kao religija, nije napadnut vojno nego kroz književnost i medije, stoga bio odgovor trebao biti sličan. 60 Oni vjeruju kako bi na mržnju trebalo odgovoriti ljubavlju. 61
Po pitanju terorizma, četvrti kalif Zajednice napisao je 1989:
Kada je islam u pitanju, on kategorički odbacuje i osuđuje svaki oblik terorizma. Ne daje nikakvo pokriće ili opravdanje za bilo koji čin nasilja, bio on počinjen od strane pojedinca, skupine ili vlade. 62
56 "Jesus, a Humble Prophet of God". Al Islam.
57 "Death of Jesus"  Arhivirana inačica izvorne stranice od 5. ožujka 2016. (Wayback Machine), by Shahid Aziz, BulletinOctober 2001, Ahmadiyya Anjuman Ishaat Islam Lahore (UK)
The Promised Mehdi and Messiah, str. 50, "Jesus Migrated to India", Aziz Ahmad Chaudhry, Islam International Publications Limited.
58 [The Promised Messiah and Mehdi – The Question of Finality of Prophethood], Dr. Aziz Ahmad Chaudhry, Islam International Publications Limited.
59 "Suspension of Jihad". Pristupljeno 3.rujna 2014
60 Simon Ross Valentine. Islam and the Ahmadiyya Jama'at: History, Belief, Practice. Columbia University Press. str. 190. Pristupljeno 3.rujna 2014.
61 "True Concept of Islamic Jihad". Review of Religions. Pristupljeno 3.rujna 2014.
62 "Is Islam a Threat to Poland and World Peace?". Review of Religions. Pristupljeno 3.rujna 2014.

## Abrogacija
Za razliku od sunita, no u skladu sa šijitima, Ahmadi muslimani vjeruju da nijedan kuranski ajet ne abrogira ili ukida neki drugi ajet. Svi su kuranski ajeti jednako vrijedni, u skladu s njihovim naglaskom na „nenadmašnu ljepotu i neospornu ispravnost Kurana. 63 Usklađivanje naizgled neodgovarajućih odredbi provodi se njihovom pravnom deflacijom u Ahmadi pravu (fiqh), tako da je odredba (smatrana primjenjivom samo u specifičnoj situaciji za koju je objavljena) djelatna ne zato što je zadnja objavljena, nego zato što najbolje odgovara danoj situaciji. 64
63Friedmann,Jihādin Ahmadī Thought,  [ISBN 965-264-014-X], str. 227
64 Friedmann, Jihādin Ahmadī Thought, str. 227

## Religija i znanost
Također pogledajte: stav o evoluciji
Ahmadi muslimani vjeruju kako ne može biti sukoba između Božje riječi i Božjih djela, stoga religija i znanost moraju djelovati u međusobnom skladu. 65 U odnosu na ovaj odnos, drugi kalif Ahmadije tvrdi da je, kako bismo shvatili Božju objavu, nužno proučavati Njegova djela; a kako bismo shvatili značaj Njegovih djela, nužno je proučavati Njegovu riječ. 66 Prema nobelovcu Salam Abdusu Salamu, pobožnom Ahmadi muslimanu, 750 kuranskih ajeta (skoro jedna osmina Knjige) vjernike nagovaraju na proučavanje prirode, na razmišljanje, najbolju upotrebu razuma u svojoj potrazi za konačnim i na stjecanje znanja i znanstvenog razumijevanja kao dio društvenog života. 67

## Ostalo
Ostala svojstvena vjerovanja uključuju:
•	Povijest religije ciklične je naravi i obnavlja se svakih sedam milenija. Aktualni ciklus, počevši s biblijskim Adamom, dijeli se na sedam epoha ili doba, poput sedmodnevnog tjedna, s razdobljima svjetla i tame. Mirza Ghulam Ahmad pojavio se kao obećani Mesija u šestoj epohi naznačujući sedmo i posljednje doba čovječanstva 68 budući da je jedan Božji dan poput tisuću ljudskih godina. 69 Prema Ghulamu Ahmadu, kao što je šesti dan tjedna namijenjen za Jumu'ah džumu (zajedničku molitvu), tako je njegovo doba određeno za globalno okupljanje čovječanstva kojim će se svijet ujediniti pod okriljem jedne univerzalne religije – islama.
65 Mathieu Guidère.Historical Dictionary of Islamic Fundamentalism.str. 22. Pristupljeno 3.rujna 2014.
66"From the Archives: Why I believe in Islam". Review of Religions. Pristupljeno 3.rujna 2014.
67 Ayub K. Ommaya."The Rise and Decline of Science in Islam". Pristupljeno 3.rujna 2014.
68 Daud A Hanif (2003)."Prophets of God". The Muslim Sunrise (2).

## Povijest
Glavni članak: Vremenska skala povijesti Ahmadije
Povijest Muslimanske zajednice Ahmadije formalno počinje 23. ožujka 1889. u Ludhiani u Indiji kada je skupina sljedbenika prisegnula na vjernost Mirzi Ghulamu Ahmadu. Međutim, njena povijest seže unatrag u ranu fazu Ahmadova života, kada je navodno počeo primati objave o svojoj budućnosti, ali i o prošlosti tradicija različitih svjetskih religija. Krajem 19. st. Mirza Ghulam Ahmad iz Kadiana proglasio se „Stoljetnim reformatorom islama“ (mudžadidom), metaforičkim drugim Isusovim dolaskom te Mahdijem kojega čekaju muslimani, a stekao je značajan broj sljedbenika, osobito u Ujedinjenim pokrajinama, Pandžabu i Sindhu. 70 On i njegovi sljedbenici tvrde kako je njegov dolazak predvidio Muhamed, Poslanik islama, i mnogi drugi religijski spisi svijeta. Ahmadija se pojavila kao islamski pokret u Indiji, također kao odgovor na kršćansko i hindu (Arya Samaj) misionarstvo rašireno tijekom 19. st.
Ahmadija tvrdi kako predstavlja oživljavanje islama u posljednjim danima. Prekomorske misionarske aktivnosti Ahmadije započele su već 1913 (primjerice, misija u Putneyu u Londonu, VB). Mnoge su moderne nacije kroz Ahmadi pokret ostvarile prvi kontakt s muslimanskim aktivistima. 71 Neki povjesničari Ahmadiju smatraju pretečom afroameričkog pokreta za građanska prava. Prema nekim stručnjacima, 72 Ahmadija je bila „uvjerljivo najutjecajnija zajednica unutar afroameričkog islama“ sve do 1950-ih. Danas Muslimanska zajednica Ahmadija ima jedan od najaktivnijih misionarskih programa u svijetu. Osobito u Africi. U postkolonijalnom dobu, Zajednica je uvelike zaslužna za širenje islama na afričkom kontinentu. 72

## Prvi kalifat
Nakon smrti Mirze Ghulama Ahmada Hakīm Nur-ud-Dīn jednoglasno je izabran za njegovog prvog nasljednika i kalifa Zajednice. Tijekom svog kalifata od šest godina nadgledao je prijevod Kurana na engleski, utemeljenje prve Ahmadijske misije u Engleskoj i pokretanje raznih tiskovina Zajednice. Zbog rastućih financijskih potreba Zajednice, utemeljio je službenu riznicu. Najvažnije, međutim, suočio se s unutarnjim nesuglasicama nekolicine visokih dužnosnika Ahmadijskog Vijeća koji se nisu slagali s nekim administrativnim konceptima i autoritetom kalifa.

## Drugi kalifat
Ubrzo nakon smrti prvog kalifa Mahmud Ahmad izabran je za drugog kalifa u skladu s voljom svojeg prethodnika. Međutim, frakcija s Maulanom Muhammadom Alijem i Khwajom Kamal-ud-Dinom usprotivila se njegovom odabiru i odbila prihvatiti ga kao sljedećeg kalifa, što je ubrzo dovelo do formiranja Pokreta Lahore Ahmadija. Razlog tome bile su određene doktrinarne razlike po pitanju naravi proroštva i nasljedovanja Mirze Ghulama Ahmada. 74 Također, nagađa se kako je došlo do sukoba osobnosti između disidenata i kalifa, koji je imao slabo akademsko obrazovanje. 75 Međutim, pokret Lahore Ahmadija imao je relativno malo uspjeha i podbacio je u privlačenju većeg broja sljedbenika. 76 U povijesti Zajednice ovaj se događaj naziva „Raskol“ i ponekad se povezuje s proročanstvom utemeljitelja.
Izabran je kao mlad i Mahmudov se kalifat protezao razdobljem od gotovo 52 godine. Utemeljio je organizacijsku strukturu Zajednice i rukovodio opsežnom misionarskom aktivnošću izvan indijskog potkontinenta. Nekoliko tjedana nakon njegovog izbora pozvao je delegate iz cijele Indije kako bi raspravljali o širenju islama. Dva desetljeća kasnije Mahmud Ahmad uspostavio je dvostruki plan za utemeljenje stranih misija i za moralni odgoj Ahmadi muslimana. Tehrik-e-JadidiVakf-e-Džedidili 'novi plan' i 'nova namjena', prvotno zamišljeni kao duhovna borba protiv tlačitelja Ahmadi muslimana, pozivali su članove Zajednice da svoje vrijeme i novac posvete Zajednici u korist svoje vjere. S vremenom je plan urodio mnoštvom literature na temu obrane islama općenito i posebice Ahmadi vjerovanja. Sredstva su također uložena u izobrazbu i slanje Ahmadi misionara izvan indijskog potkontinenta. 77
Za njegova kalifata uspostavljene su misije u 46 država, izgrađene su džamije u mnoštvu država širom svijeta i Kuran je izdan na nekoliko glavnih svjetskih jezika. Premda se Zajednica nastavila širiti tijekom sljedećih kalifata, ponekad i brže, drugi je kalif uvelike zaslužan za njen početak. Mahmud Ahmad napisao je mnoga djela, od kojih je najznačajniji komentar Kurana u deset svezaka. 78
69 Kuran 22:47.
70 "H.H. Risleyand E.A. Gait, (1903), ReportoftheCensusof India, 1901, Calcutta, SuperintendentofGovernmentPrinting, str. 373". Chinese Heritage of the Australian Federation Project.
71 Egdunas Racius. The Multiple Nature of the Islamic Da'wa  Arhivirana inačica izvorne stranice od 14. travnja 2016. (Wayback Machine)(PDF). University of Helsinki. str. 158–160. ISBN 952-10-0489-4.
72 Timothy Miller (1995).America's alternative religions. State University of New York Press. str. 280.
73 Michael NkuziNnam.Colonial Mentality in Africa. US. str. 89. [ISBN0-7618-3291-2.
74 Simon Ross Valentine.Islam and the Ahmadiyya Jama'at: History, Belief, Practice. Columbia University Press. str. 56. Pristupljeno 25 kolovoza 2014.
75 Friedmann, Yohanan (2003).Prophecy Continuous: Aspects of Ahmadi Religious Thought and Its Medieval Background. Oxford University Press. str. 21. ISBN 965-264-014-X.
76 Pokret Lahore Ahmadija svoju populaciju neslužbeno procjenjuje na oko 30 000, od kojih 5 000 do 10 000 živeu Pakistanu. Prema tome, pokret Lahore Ahmadija čini otprilike 0,2% ukupne Ahmadi populacije. Vidi:
•	Simon Ross Valentine (6.listopada 2008). https://books.google.hr/books?id=Q78O1mjX2tMC&pg=PA61&redir_esc=y&hl=hr Islam and the Ahmadiyya Jamaʻat: History, Belief, Practice. Columbia University Press. str. 61.ISBN[978-0-231-70094-8].
•	"Pakistan: Situation of members of the Lahori Ahmadiyya Movement in Pakistan". Pristupljeno 30.travnja 2014.
77 Moulvi Bashir Ahmad Dehlavi."Hazrat Mirza BashiruddinMahmood Ahmad". Pristupljeno 25.kolovoza 2014.
78 Moulvi Bashir Ahmad Dehlavi."Hazrat Mirza BashiruddinMahmood Ahmad". Pristupljeno 25.kolovoza 2014.

## Treći kalifat
Izabran 8. studenoga 1965., Mirza Nasir Ahmad postao je treći kalif Muslimanske zajednice Ahmadije. Zaslužan je za širenje misionarskog rada, započetog od strane njegova prethodnika, osobito u Africi i smatra se kako je sjajno vodio Zajednicu tijekom razdoblja kada je pakistanska nacionalna Skupština proglasila Zajednicu nemuslimanskom manjinom. 79 80 Plan Nusrat Džahan, plan namijenjen pomaganju dijelovima Afrike pokretanjem brojnih medicinskih klinika i škola, bio je jedan od mnogih ishoda njegove turneje zapadnom Afrikom tijekom 1970. koja se smatra prvim povijesnim posjetom Ahmadi kalifa Africi. Tijekom ceremonije polaganja kamena temeljca za džamiju Basharat, prvu modernu džamiju u Španjolskoj, skovao je popularni moto Ahmadije: Ljubav za sve, mržnja ni za koga. 81 82 
Mirza Nasir Ahmad utemeljio je fond Fazl-e-Umar u čast svojeg prethodnika, nadgledao prikupljanje izreka i dijaloga u temeljitelja Zajednice, Mirze Ghulama Ahmada, i, također, rukovodio sastavljanjem zbirke snova, vizija i verbalnih objava koje je utemeljitelj navodno primio. 83
79 "HazratHafiz Mirza Nasir Ahmad". Pristupljeno 25.kolovoza 2014.
80 Ishtiaq Ahmed.The Politics of Religion in South and Southeast Asia. Routledge. str. 89. Pristupljeno 28.kolovoza 2014.
81 IainAdamson. A Man of God. str. 127.
82 "The Lives of the Successors of the Promised Messiah". Pristupljeno 28.kolovoza 2014.
83 "Hazrat Hafiz Mirza Nasir Ahmad". Pristupljeno 25.kolovoza 2014.

## Četvrti kalifat
Mirza Tahir Ahmad Mirza Tahir Ahmadi zabran je za četvrtog kalifa Muslimanske zajednice Ahmadije 10. lipnja 1982., dan nakon smrti svog prethodnika. Zbog XX Uredbe XX, koja je kalifu onemogućila izvršavanje dužnosti i u opasnost dovela samu instituciju, donesene 1984. od pakistanske vlade, Tahir Ahmad napustio je Pakistan i odselio u London – premještajući sjedište Zajednice u džamiju Fazl, prvu londonsku džamiju. 84 Migracija je za Ahmadi muslimane označila početak nove ere u povijesti Zajednice. Tahir Ahmad pokrenuo je prvu muslimansku satelitsku televiziju, Muslim Television Ahmadiyya; uveo plan WaqfeNau, program ukojem se djeca Ahmadi muslimana posvećuju služenju Zajednice; te utemeljio razne fondove za humanitarne svrhe poput fonda MaryumShaadi, fonda za žrtve progona Syedna Bilal i organizaciju za pomoć pri masovnim katastrofama First Humanity First. 85
Za Zajednicu, Tahir Ahmad je čuven po redovitim sesijama pitanja i odgovora koje je održavao na više jezika s ljudima različitih religija, zanimanja i kulturnih pozadina. Međutim, napisao je i mnogo knjiga – od kojih najznačajnije uključuju Islamski odgovor na suvremena pitanja, Ubojstvo u ime Allaha, Apsolutna pravda, dobrota i srodstvo, Zaljevska kriza i novi svjetski poredak te njegov magnum opus 86 Revelation, Rationality, Knowledge&Truth.
84 Richard C. Martín.Encyclopedia of Islam &theMuslim World. str. 31. Pristupljeno 3.rujna 2014.
85 "Hadhrat Mirza Tahir Ahmad (1928-2003)". London Book Fair. Pristupljeno 3.rujna 2014.
86 David Buckley.Where the Waters Meet: Convergence and Complementarity in Therapy and Theology. KarnacBooks. str. 75. Pristupljeno 3.rujna 2014.

## Peti kalifat
Nakon smrti četvrtog kalifa (2003.) Izborno Vijeće zasjedalo je po prvi puta u povijesti Zajednice u zapadnom Londonu, a izabralo je Mirzu Masroora Ahmada kao petog i aktualnog kalifa Muslimanske zajednice Ahmadije. U svojim nastojanjima u promoviranju svoje poruke mira i služenja čovječanstvu, Masroor Ahmad putuje svijetom sastajući se s čelnicima država, organizirajući mirovne konferencije i predstavljajući islamska rješenja svjetskih problema. 87 Kao odgovor na aktualne sukobe, slao je pisma svjetskim čelnicima, uključujući kraljicu Elizabetu i papu Franju. Budući da je duhovni poglavar milijuna Ahmadi muslimana u preko 200 država svijeta, Masroor Ahmad putuje širom svijeta, poučavajući i održavajući korespondenciju sa zajednicama vjernika i pojedincima, izlažući načela islamske vjere.
87 "Clamoring for the Khalifa". The Wall Street Journal. 12 svibnja 2013. Pristupljeno 3.rujna 2014

## Demografski podaci
Također pogledajte: Ahmadija po državama
Do 2016. g. Zajednica je uspostavljena u 209 država i teritorija svijeta, s najvećim članstvom u južnoj Aziji, istočnoj i zapadnoj Africi te Indoneziji. Zajednica je muslimanska manjinska sljedba u skoro svakoj državi svijeta. 88 S druge strane, raširila se većinom svjetskih država. U državama poput Pakistana praktično je nezakonito biti Ahmadi musliman. 89 Ujedno, zbog ovih je čimbenika i samoj Zajednici i neovisnim organizacijama teško procijeniti Ahmadi populaciju. Zbog toga Zajednica iznosi brojke od „desetaka milijuna“; 90 međutim, većina neovisnih izvora populaciju procjenjuje u razmaku 10 do 20 milijuna širom svijeta, što je oko 1% svjetske populacije muslimana. 91 2001. g. World Christian Encyclopedia procijenila je kako je Ahmadija najbrže rastuća islamska sljedba. 92 Procjenjuje se kako je Pakistan država s najvećom Ahmadi populacijom – oko četiri milijuna Ahmadi muslimana. Populacija je gotovo sasvim obuhvaćena jednim organiziranim pokretom s kalifom na čelu. Drugi je pokret Lahore Ahmadija koji predstavlja manje od 0.2% ukupne Ahmadi populacije. 93 Procjenjuje se da Ahmadija broji između 60 000 i 1 milijun članova u Indiji. 94
88 "TheMinority'sMinority".
89 "The 1974 ousterofthe 'heretics': What really happened?".
90 "An Overview". Al Islam. Pristupljeno 4.ožujka 2014.
91 Brojka između 10 i 20 milijuna predstavlja između 0.62% i 1.25% svjetske populacije muslimana.
92 Prema World Christian Encyclopedia Ahmadija je najbrže rastuća sljedba već više destljeća. U vezi s tim, potražite ranija izdanja. Izdanje iz 2001. navodi stopu rasta od 3.25%, što je bilo najviše među svim islamskim sljedbama i misaonim pravcima. Vidi: David B. Barrett; George Thomas Kurian; Todd M. Johnson, eds. (15 February 2001). World Christian Encyclopedia. Oxford University Press USA.ISBN 0195079639.
92 Pokret Lahore Ahmadija svoju populaciju neslužbeno procjenjuje na oko 30 000, od kojih 5 000 do 10 000 živeu Pakistanu. Prema tome, pokret Lahore Ahmadija čini otprilike 0,2% ukupne Ahmadi populacije. Vidi:
•	Simon Ross Valentine (6.listopada 2008).Islam and the Ahmadiyya Jamaʻat: History, Belief, Practice. Columbia University Press. str. 61.ISBN 978-0-231-70094-8.
•	"Pakistan: Situation of members of the Lahori Ahmadiyya Movement in Pakistan". Pristupljeno 30.travnja 2014.
94"Wretched Of The Land".

## Organizacijska struktura
Kalif
Glavni članak: Khalifatul Masih
Ahmadi muslimani vjeruju kako je ahmadijski kalifat nastavak Ispravno vođenog kalifata (prva četiri Muhamedova nasljednika). Do njegove ponovne uspostave došlo je pojavom Mirze Ghulama Ahmada za kojega Ahmadijci vjeruju kako je bio obećani Mesija i Mahdi. Ahmadi muslimani tvrde, u skladu s kuranskim ajetima (poput 24:55) i brojnim hadisima, da Khilāfahkalifat može utemeljiti jedino Bog i da je on božanski blagoslov onima koji vjeruju i djeluju pravedno te zagovaraju Božje jedinstvo. Prema tome, svaki pokušaj uspostave kalifata temeljen na čisto ljudskim naporima osuđen je na propast, osobito kada ljudska situacija odudara od pravila proroštva i ljudi su zato razjedinjeni, a njihova nesposobnost izbora kalifa suštinski je uzrokovana pomanjkanjem pravednosti u njima samima. Vjeruje se kako Bog pomoću snova, vizija i duhovnog vodstva u srca i umove vjernika ulijeva odluku o tome koga izabrati. Nije dozvoljena nikakva kampanja, govori ni bilo kakve spekulacije. Prema tome, kalif nije nužno odabran prema sposobnosti (tj. prikladan ili sposoban u očima naroda) niti pukim izborom, već je najprije odabran od Boga. 95
Prema ahmadijskoj misli, nije nužno da kalif bude čelnik države, nego se naglašava duhovni i religijski značaj kalifata. To je, prije svega, religijska služba sa svrhom očuvanja, jačanja i širenja islamskih učenja te održavanja visokih duhovnih i moralnih standarda unutar globalne zajednice koju je utemeljio Muhamed. Ako se dogodi da kalif bude na čelu države, to je od sporedne i pomoćne važnosti u odnosu na njegovu glavnu funkciju kalifa. 96 97 Ahmadi muslimani kalifa, također, oslovljavaju s Amir al-Mu'minin Amir al-Mu'minin (vođa vjernih). Aktualni i peti kalif je Mirza Masroor Ahmad Mirza Masroor Ahmad].
95 The Holy Quran with English Translation and Commentary. Surrey: Islam International Publications. str. 1870.ISBN1-85372-045-3.
96 Mirza Basheer-ud-Din Mahmood Ahmad.Khilafat-e-Rashidah (PDF). Islam International Publications.ISBN1-85372-620-6.
97 Rafi Ahmad. "The Islamic Khilafat – Its Rise, Fall, and Re-emergence"  Arhivirana inačica izvorne stranice od 10. ožujka 2017. (Wayback Machine).

## Savjetodavno vijeće
Majlis-ash-Shura ili Savjetodavno vijeće po važnosti je najviša institucija, nakon kalifata, u Zajednici. Utemeljio ga je drugi kalif Mirza Bašir-ud-Din Mahmud Ahmad 1922. g. Ovo savjetodavno tijelo sastaje se službeno barem jednom godišnje. Na međunarodnoj razini, vijećem predsjeda kalif. Njegova je glavna svrha savjetovati kalifa o važnim pitanjima poput financija, projekata, obrazovanja i drugih tema povezanih s članovima Zajednice. Nužno je da kalif svoje dužnosti obnaša kroz konzultacije, uzimajući u obzir stavove članova vijeća. Međutim, nije obvezan uvijek prihvatiti stavove i preporuke članova. Kalif može komentirati, davati upute, donijeti odluke o prijedlozima tijekom sastanaka ili može odgoditi donošenje odluke zbog daljnjeg razmatranja. Međutim, u većini slučajeva kalif prihvaća savjete većine. Na nacionalnoj razini, vijećem predsjeda emir (nacionalni predsjednik). Po završetku postupka prijedlozi se šalju kalifu na odobrenje, a on ih može prihvatiti, odbaciti ili djelomično prihvatiti. 98
98 Welcome to Ahmadiyyat, thetrue Islam(PDF). Islam International Publications. str. 318–324. Pristupljeno 24.kolovoza 2014.

## Sjedište
Glavno je središte Muslimanske zajednice Ahmadije grad ili mjesto gdje boravi kalif. Prema tome, od prisilnog egzila Mirza Tahir Ahmad četvrtog kalifa iz Pakistana 1984. služeno sjedište zajednice99 jest u Londonu. Premda se islamski sveti gradovi Meka i Medina priznaju kao svetiji, Qadian Kadian se smatra duhovnim sjedištem zajednice. Vjeruje se i prorokovano je da će se u budućnosti ahmadijski kalifat ponovno vratiti u Kadian, rodno mjesto Mirze Ghulama Ahmada. Međutim, ahmadijski grad Rabwah Rabva u Pakistanu, otkada ga je drugi kalif utemeljio 20. rujna 1948., nakon Partition of India podjele Indije, usklađuje većinu aktivnosti organizacije širom svijeta. Poglavito, grad je odgovoran za, iako ne isključivo, dva središnja tijela Zajednice; Središnje vijeće Ahmadije i Vijeće za 'Novi plan'. 100 101 Drugo, mnogo manje tijelo, Vijeće za 'Novu namjenu', također je aktivno. Sva središnja tijela rade pod direktivom kalifa.
Mirza Ghulam Ahmad utemeljio je 1906. g.Sadr Anjuman Ahmadiyya ili Središnje vijeće Ahmadije koje je danas odgovorno za organiziranje aktivnosti Zajednice u Indiji, Pakistanu i Bangladešu; dok je Anjuman Tehrik-i-Jadidili Vijeće za novi plan; kojega je uspostavio drugi kalif, odgovorno za misije izvan indijskog potkontinenta. 102 Svako je vijeće dodatno podijeljeno u odjele poput Odjela za financije, Odjela za izdavaštvo, Odjela za obrazovanje, Odjela za vanjske poslove i Odjela za strane misije. 103 Pod vodstvom Vijeća za novi plan Zajednica je izgradila preko 15 000 džamija, 500 škola i 30 bolnica te objavila prijevode Kurana na više od 70 jezika. 104 AnjumanWaqf-i-Jadidili Vijeće za novu namjenu, kojega je također uspostavio drugi kalif, odgovorno je za izobrazbu i koordinaciju religijskih službenika u ruralnim zajednicama svijeta.
99 Welcome to Ahmadiyyat, the true Islam(PDF). Islam International Publications. str. 324. Pristupljeno 24.kolovoza 2014.
100 Simon Ross Valentine.Islam and the Ahmadiyya Jama'at: History, Belief, Practice. str. 86. Pristupljeno 24.kolovoza 2014.
101 "Organisational Structure"  Arhivirana inačica izvorne stranice od 28. studenoga 2014. (Wayback Machine). Pristupljeno 25.kolovoza 2014
102 Simon Ross Valentine.Islam and the Ahmadiyya Jama'at: History, Belief, Practice. str. 86. Pristupljeno 24.kolovoza 2014.
103 Welcome to Ahmadiyyat, the true Islam(PDF). Islam International Publications. p 324–342. Pristupljeno 24.kolovoza 2014.
104 "Tehrike-Jadid-Scheme"(PDF). Pristupljeno 25.kolovoza 2014.

## Institucije
Među svim religijskim institucijama Muslimanske zajednice Ahmadije, Jamia Ahmadiyya Jāmi’ahal-Ahmadīyya, u prijevodu Ahmadijsko teološko i jezično sveučilište, osobito je uvaženo. Riječ je o međunarodnoj islamskoj bogosloviji i obrazovnom institutu s nekoliko sveučilišnih kompleksa širom Afrike, Azije, Europe i Sjeverne Amerike. Utemeljio ga je Mirza Ghulam Ahmad 1906. g. kao sastavnicu Medrese Talim ul Islam (kasnije Talim-ul-Islam College), a danas je glavno središte Muslimanske zajednice Ahmadije za Islamic studies islamske studije te izobrazbu misionara. Diplomantima kalif može dodijeliti ulogu misionara Zajednice105 (često zvani Murrabi, Imam Imam ili Mawlānā Mevlana) ili ulogu suca kadije) ili muftije specijaliziranog za islamsko pravo (fiqh). Neki studenti Sveučilišta postali su islamski povjesničari. 2008. g. preko 1300 diplomanata Sveučilišta radili su kao misionari širom svijeta. 106
105 "Organisational Structure"  Arhivirana inačica izvorne stranice od 28. studenoga 2014. (Wayback Machine). Pristupljeno 25.kolovoza 2014.
106 http://whyahmadi.org/4_4.html "Tehrike-Jadid-Scheme"(PDF). Pristupljeno 25.kolovoza 2014.

## Pomoćne organizacije
Muslimanska zajednica Ahmadija ima pet pomoćnih organizacija. Svaka od njih odgovorna je za duhovnu i moralnu izobrazbu članova Zajednice. Lajna Ima’illah najveća je od njih i okuplja članice starije od 15 godina; Khuddamul Ahmadiyya je za članove između 15 i 40 g.; Nasiratul Ahmadiyyaje za djevojčice dobi od 7 do 15 g. i Atfalul Ahmadiyyaza dječake dobi od 7 do 15 g. 107
107 "Organisational Structure"  Arhivirana inačica izvorne stranice od 28. studenoga 2014. (Wayback Machine). Pristupljeno 25.kolovoza 2014.

## Zajednica
Međunarodna Muslimanska zajednica Ahmadija podijeljena je u nacionalne zajednice, od kojih svaka ima svoje nacionalno sjedište. Svaka nacionalna zajednica dodatno je podijeljena na regionalne zajednice, a one na lokalne zajednice. 108 Vrlo često svaka lokalna zajednica ima vlastitu džamiju, centar ili misijsku kuću. Emir ili nacionalni predsjednik, iako pod nadzorom središnjih tijela zajednice, upravlja Amilom ili Nacionalnim izvršnim tijelom koje se sastoji od nacionalnih tajnika kao što su generalni tajnik, tajnik za financije, tajnik za propovijedanje, tajnik za moralnu izobrazbu, tajnik za obrazovanje i dr. Ovaj je sustav preslikan na regionalnim i lokalnim razinama s vlastitim predsjednicima te izvršnim tijelima. 109 110
108 Jamie S. Scott.The Religions of Canadians. University of Toronto Press. str. 198. Pristupljeno 25.kolovoza 2014.
109 "Organisational Structure"  Arhivirana inačica izvorne stranice od 28. studenoga 2014. (Wayback Machine).Pristupljeno 25. kolovoza 2014.
110 Welcome to Ahmadiyyat, the true Islam(PDF). Islam International Publications. str. 357–360. Pristupljeno 24. kolovoza 2014

## Godišnja događanja
Osim slavljenja muslimanskih blagdana Eidal-Fitr i Eidal-Adha, Ahmadi muslimani također prisustvuju na nekoliko priredbi koje ne smatraju religijskim blagdanima. Ti događaji nisu obveznog karaktera niti ih je potrebno slaviti na točno određen dan. Najvažnija religijska priredba Zajednice111 je Jalsa Salana Jalsa Salana ili Godišnja konvencija, pokrenuo ju je Mirza Ghulam Ahmad, a riječ je o godišnjem okupljanju Zajednice s ciljem rasta religijskog znanja i poticanja sklada, prijateljstva i solidarnosti među članovima Zajednice. Ostale su priredbe „Dan života Časnog Poslanika“, „Dan Obećanog Mesije“, „Dan Obećanog Reformatora“ i „Dan kalifata“.
111 "Renewing a Pledge of Unity and Peace". Washington Post. 5.rujna 2005. Pristupljeno 25.kolovoza 2014.

## Progoni
Glavni članak: Progoni Ahmadi muslimana
Službena stranica Ahmadije navodi podatak o desecima milijuna članova, no njihov se broj procjenjuje na između 10 i 20 milijuna. 112 Ahmadijci aktivno prevode Kuran i šire vjeru; preobraćenici na islam iz mnogih dijelova svijeta prvo otkriju islam putem Ahmadije. Međutim, mnoge islamske države Ahmadijce smatraju hereticima i nemuslimanima te ih progone i sustavno ugnjetavaju. 113
112 Vidi:
•	Breach of Faith. Human Rights Watch. Lipanj 2005. str. 8. Pristupljeno 29.ožujka 2014.„Brojka od oko 20 milijuna bila bi prikladna.“
•	Larry De Vries; Don Baker; Dan Overmyer.Asian Religions in British Columbia. University of Columbia Press.ISBN 978-0-7748-1662-5. Pristupljeno 29.ožujka 2014. „Zajednica broji oko 15 milijuna priapdnika širom svijeta.“
•	Juan Eduardo Campo.Encyclopedia of Islam. str. 24.[https://en.wikipedia.org/wiki/International_Standard_Book_Number ISBN 0-8160-5454-1. Pristupljeno 29.ožujka 2014. „Ukupna populacija Ahmadi zajednice 2001. g. bila je procijenjena na više od 10 milijuna.“
•	"Ahmadiyya Muslims". pbs.org. Pristupljeno 6.listopada 2013.
113 Balzani, Marzia."Localising Diaspora: The Ahmadi Muslims and the Problem ofMulti-sited Ethnography". Pristupljeno 17.travnja 2016.

## Bangladeš
Glavni članak: Ahmadija u Bangladešu
U Bangladešu su fundamentalističke islamske skupine zahtijevale da Ahmadijci budu službeno proglašeni nevjernicima (kafir). Ahmadija je postala progonjena skupina, suočena s nasiljem i prosvjedima. 114 Prema Amnesty Internationalu, Ahmadijci su osuđivani na kućni pritvor, a nekoliko ih je ubijeno. Krajem 2003. g. organizirano je nekoliko velikih nasilnih prosvjeda predvođenih Mevlanom Moahmudom Hossainom Mumtazijem s ciljem okupacije ahmadijske džamije. 2004. g. zabranjene su sve ahmadijske publikacije. 115
114 "Violent Dhaka rally against sect", BBC News
115 Bangladesh: The Ahmediyya Community – their rights must be protected, Amnesty International

## Indija
Značajna ahmadijska populacija živi u Indiji. 116 Većina Ahmadijaca u Indiji žive u Kerali, Rađastanu, Odiši, Harjani, Biharu, Delhiju, UttarPradeshu, a nešto ih je u Pandžabu u području Kadiana.
Indijski zakon Ahmadijce drži muslimanima. Značajna presuda Visokog suda Kerale od 8. prosinca 1970. u slučaju Shihabuddin Imbichi Koya Thangal protiv K.P. Ahammed Koyapoduprla je njihov status muslimana. 117 U tom slučaju donesena je presuda da su Ahmadijci muslimani i da ne mogu biti proglašeni otpadnicima od strane drugih islamskih sljedbi jer se pridržavaju dvaju temeljnih islamskih vjerovanja: da nema boga osim Allaha i da je Muhamed bio Božji sluga i poslanik. 118
U skladu s time, nema pravnih ograničenja religijskih aktivnosti Ahmadije u Indiji i Ahmadijci mogu slobodno prakticirati svoju religiju i nazivati se muslimanima. 119 Međutim, prisutna je diskriminacija Ahmadijaca od strane drugih islamskih sljedbi u Indiji. Konkretno, Indijsko islamsko sveučilište i Darul Uloom Deoband proglasili su Ahmadijce nemuslimanima. 120 Također, čelnici drugih sljedbi Ahmadijcima ne dopuštaju sudjelovanje na zasjedanjima Indijskog sveopćeg odbora za islamsko osobno pravo, neovisnog tijela islamskih religijskih čelnika koje indijska vlada priznaje za predstavnike indijskih muslimana.
U veljači 2012. g. Wakf Odbor Andhra Pradeša donio je niz besprimjernih odluka i tražio državne suce da ne predvode bračne ceremonije ( Nikah) pripadnika Ahmadije. 121
116 "Number of Ahmadi's in India". Immigration and Refugee Board of Canada. 1.studenoga 1991. Pristupljeno 9.ožujka 2009.
117 Hoque, Ridwanul (21.ožujka 2004)."On right to freedom of religion and the plight of Ahmadiyas". The Daily Star.
118 "Shihabuddin Imbichi Koya Thangal vs K.P. AhammedKoya on 8 December 1970". Indian Kanoon. Pristupljeno 28.listopada 2011. „Razni tekstovi citirani u presudi odagnali su sumnje o Ahmadijcima po pitanju dva ključna testa „da nema boga osim Allaha…i da je Muhamed Božji sluga i poslanik.“
119 Hoque, Ridwanul (21.ožujka 2004)."On right to freedom of religion and the plight of Ahmadiyas". The Daily Star.
120 "Answer: DarulIfta Deoband India". darulifta-deoband.org.
121 Izvor: TwoCircles (20. veljače 2012.)."Don't perform nikaah of Qadiyanis: AP Wakfboard to Qazis". Siasat Urdu Daily, Hyderabad. Pristupljeno 10.ožujka 2012.

## Indonezija
Također pogledajte: Ahmadija u Indoneziji
Ahmadija je postojala prije proglašenja indonezijske neovisnosti. 122 Međutim, postala je kontroverzna religijska manjina tek nakon 2000-ih s usponom islamskog fundamentalizma. 2008. g. mnogi su indonezijski muslimani prosvjedovali protiv ahmadijskog pokreta. Velikim prosvjedima, ovi religijski konzervativci pritišću vladu da nadgleda i tlači ahmadijsku zajednicu u Indoneziji.
Indonezijsko javno mnijenje razdijeljeno je na dva glavna stava o tome kako bi trebalo tretirati Ahmadiju:
•	Većina indonezijskih muslimana drži da ju treba potpuno zabraniti temeljem toga što odbacuje središnje islamsko načelo da je Muhamed zadnji Božji poslanik; k tome, Ahmadijci se ne bi smjeli kriti pod okriljem islama, nego ustanoviti vlastitu religiju kako bi osigurali svoju religijsku slobodu u Indoneziji.
•	Neke manjine, uključujući Ahmadijce i brojne nevladine organizacije, drže da bi Ahmadijci trebali biti slobodni djelovati i govoriti pod okriljem islama u skladu s ustavnim pravom na religijsku slobodu.
U lipnju 2008. g. donesen je zakon protiv ahmadijskog prozelitizma. 123 Spaljena je ahmadijska džamija. 124 Organizacije za zaštitu ljudskih prava protivile su se ograničenjima religijske slobode. Početkom veljače 2011. g. ubijeno je nekoliko članova Ahmadije u Pandeglangu u pokrajini Banten. 125
U zadnjih nekoliko godina došlo je do porasta napada na religijsku slobodu, uključujući slučajeve fizičkog zlostavljanja, sprječavanja grupnih molitvi i paljenja džamija. Podaci Instituta za demokraciju i mir Setarapokazuju 17, 18 i 64 incidenta za 2008., 2009. i 2010. godinu. 126 Iako podaci pokrivaju progone svih religija, značajan je i težak nedavni progon Ahmadijaca, uz progon kršćana i progon drugih islamskih sljedbi koje se nazivaju „izvornim/čistim/fundamentalnim muslimanima“.
Od 2011. g. Ahmadija se suočava s čestim pozivima na njenu potpunu „zabranu“ u Indoneziji. 127 Dana 6. veljače 2011. stotine muslimana okružili su ahmadijsku kuću te nasmrt pretukli troje ljudi. Snimka batinanja njihovih golih tijela – dok je policajac promatrao – stavljena je na Internet i potom emitirana u međunarodnim medijima. 128
122 [ https://en.wikipedia.org/wiki/Proclamation_of_Indonesian_Independence "Proclamation of Indonesian Independence"]
123 "Indonesia to ban Ahmadi activities". Asia News.IT. 6. rujna 2008.
124 Anti-Ahmadiyya Mullah Burning Ahmadiyya Mosques – Indonesia. Al Jazeera.
125 "Six killed in clash between villagers and Ahmadiyah followers". The Jakarta Post. 6. veljače 2011.
126 Gillian Terzis (18. veljače 2011.).[ https://www.theguardian.com/commentisfree/belief/2011/feb/18/indonesia-pluralism-persecution-ahmadiyah "Indonesia is no longer a poster child for pluralism"]. The Guardian.
127 McGeown, Kate."Islamic sect Ahmadiyah faces ban in Indonesia" BBC. 21.travnja 2011. (Video)
128 Allard, Tom.[Trial begins after shocking mob violence ends in slaying].The Sydney Morning Herald. 27.travnja 2011.
129 Pakistanski popis stanovništva iz 1998. navodi da je u Pakistanu 291 000 (0,22%) Ahmadijaca. Međutim, Muslimanska zajednica Ahmadija bojkotira popise stanovništva od 1974. g., što službene brojke čini netočnima. Neovisne skupine procijenile su pakistansku ahmadijsku populaciju na brojku između dva i pet milijuna. Ipak, najčešće se navodi brojka od četiri milijuna. Pogledajte:
•	preko dva milijuna: Immigration and Refugee Board of Canada (4. prosinca 2008.).["Pakistan: The situation of Ahmadis, including legal status and political, education and employmen trights; societal attitudes toward Ahmadis (2006 - Nov. 2008)". Pristupljeno 28.lipnja 2012.
•	tri milijuna: International Federation for Human Rights: International Fact-Finding Mission. Freedoms of Expression, of Association and of Assembly in Pakistan.Ausgabe 408/2, Januar 2005, S. 61 (PDF)
•	tri do četiri milijuna: Commission on International Religious Freedom: Annual Report of the United States Commission on International Religious Freedom. 2005, S. 130
•	4.910.000: James Minahan: Encyclopedia of the stateless nations. Ethnic and national groups around the world. Greenwood Press. Westport 2002, str. 52
•	"Pakistan: Situation of members of the Lahori Ahmadiyya Movement in Pakistan". Pristupljeno 30.travnja 2014.
130 Hoque, Ridwanul (21.ožujka 2004)."On right to freedom of religion and the plight of Ahmadiyas". The Daily Star.
131 Khan, Naveeda."Trespasses of the State: Ministering to Theological Dilemmas through the Copyright/Trademark". Sarai Reader 2005: Bare Acts. str. 184.
132 "Constitution (Second Amendment) Act, 1974". Pristupljeno 3.rujna 2014.
133 Prezentacija u parlamentu može se vidjeti ovdje: Khan, Naveeda.Mahzaharnama(PDF). Islam International Publications.ISBN 1-85372-386-X.
134 Khan, Naveeda."Trespasses of the State: Ministering to Theological Dilemmas through the Copyright/Trademark"(PDF).SaraiReader 2005: Bare Acts. str. 178.
135 Heiner Bielefeldt:["Muslim Voices in the Human Rights Debate"], Human rights quarterly,1995 sv. 17 br. 4 str. 587.
136 Antonio R. Gualtieri (1989).Conscience and Coercion: Ahmadis and Orthodoxy in Pakistan.Guernica Editions. str. 14.ISBN 978-0-920717-41-7

## Pakistan
Glavni članak: Ahmadija u Pakistanu
Također pogledajte: Uredba XX
Između dva i pet milijuna Ahmadijaca živi u Pakistanu, što je najveća ahmadijska populacija u svijetu. 129 Riječ je o jedinoj državi koja je Ahmadijce službeno proglasila nemuslimanima jer Muhameda ne smatraju zadnjim prorokom130; njihova je religijska sloboda ograničena nizom uredbi, zakona i ustavnih amandmana. 1974. g. pakistanski parlament usvojio je zakon koji Ahmadijce proglašava nemuslimanima131; državni je ustav dopunjen definicijom muslimana kao „osobe koja vjeruje da je Muhamed završni prorok“. 132 1984. g. general Zia-ul-Haq, tadašnji pakistanski vojni vladar, donio je uredbu XX 133 134. Uredba, koja je trebala spriječiti „antiislamske aktivnosti“, zabranjuje Ahmadijcima da se nazivaju muslimanima ili „da nastupaju kao muslimani“. To znači da ne smiju javno ispovijedati islamsko vjerovanje ili svoja bogoštovna mjesta nazivati džamijama. 135 Premda je pogrdan religijski naziv136, u Pakistanu se izraz Qadiani Qadiani često koristi pri referiranju na Ahmadijce i vlada ga koristi u ustavu. 137
Ahmadijcima u Pakistanu zakonom je zabranjeno bogoštovlje u neahmadijskim džamijama ili javnim molitvenim prostorima, izvođenje muslimanskog poziva na molitvu, korištenje tradicionalnog islamskog pozdrava u javnosti, javnog citiranja Kurana, javnog predavanja, traženja preobraćenika ili proizvodnje, izdavanja i širenja svojih religijskih sadržaja. Ti se postupci kažnjavaju zatvorskom kaznom do tri godine. 138 Pri vađenju putovnice ili osobne iskaznice svi Pakistanci moraju potpisati prisegu kojom izjavljuju da je Mirza Ghulam Ahmad lažni prorok i da su svi Ahmadijci nemuslimani. 139 Riječ musliman izbrisana je s nadgrobnog spomenika dobitnika Nobelove nagrade za teorijsku fiziku Abdusa Salama – jer je bio član Ahmadije. 140
Kao rezultat kulturalnih implikacija zakona i ustavnih amandmana o Ahmadijcima u Pakistanu, progoni te zločini iz mržnje stalno se događaju u različitim dijelovima države. Ahmadijci su bili metom mnogih napada od strane različitih religijskih skupina. 141 Sva religijska učilišta i medrese različitih islamskih sljedbi u Pakistanu izdale su posebne materijale u svrhu pobijanja ahmadijskih vjerovanja. 142
U istraživanju iz 2005. g., učenici privatnih škola u Pakistanu izrazili su svoje mišljenje o religijskoj toleranciji u državi. Rezultati istraživanja pokazuju da su Ahmadijci čak i među obrazovanim društvenim slojevima smatrani skupinom koja zaslužuje najmanje u pogledu jednakih mogućnosti i građanskih prava. U istom istraživanju, učitelji tih elitnih škola pokazali su čak i manji stupanj tolerancije prema Ahmadijcima od svojih učenika. 143 Ahmadijci su ugnjetavani od strane određenih škola, sveučilišta i učitelja u pokrajini Pandžab. Ugnjetavanje uključuje socijalni bojkot, izbacivanje, prijetnje i nasilje nad studentima Ahmadijcima od strane ekstremističkih studenata, učitelja i ravnatelja većinske sljedbe. 144
28. svibnja 2010. g. dogodio se do sada najgori nasilni incident protiv Ahmadijaca (pogledajte: w:en:Wikipedia: 2010 Ahmadiyya mosques massacre Napadi na ahmadijske džamije u Lahoreu u svibnju 2010.) kada je nekoliko pripadnika ekstremističke religijske skupine (navodno Tehrik-i-Taliban Punjab) ušlo u dvije ahmadijske džamije u Lahoreu i otvorilo vatru; trojica ih se kasnije raznijelo. U napadima je ukupno poginulo 86 ljudi, a ranjeno ih je preko 100. 145 Članovi su pohodili džamije kako bi proslavili džumu. 146 U odgovor napadima, pakistanski ministar za manjine Shahbaz Bhatti posjetio je ahmadijsku zajednicu. 147
137 "Pakistan Penal Code, OfficialPakistaniGovernmentdocumentChap. XV "OfOffencesRelating to Religion""(PDF). str. 79–81.
138 "Ahmadiyya Islam". Pristupljeno 3. rujna 2014.
139  Hanif, Mohammed (16.lipnja 2010.). "Why Pakistan's Ahmadi community is officially detested". BBC News.
140 Hanif, Mohammed (16.lipnja 2010.). "WhyPakistan's Ahmadi community is officially detested". BBC News.
141 Persecution of the Ahmadiyya Community in Pakistan: An Analysis Under International Law and International RelationsHarvard Human Rights Journal, sv. 16, Rujan 2003.
"Eighteen Pakistan sect attack", BBC News
"Sect offices closed in Pakistan", BBC News
142 Denizens of Alien Worlds. T Rahman – Contemporary South Asia, 2004. A Survey of the Education System of Pakistan  Arhivirana inačica izvorne stranice od 5. srpnja 2017. (Wayback Machine), by Tariq Rahman, str. 15.
143 [Peace and Democracy in South Asia, sv. 1, br. 1, Siječanj 2005. Passports to Privilege: The English-Medium Schools In Pakistan], Tariq Rahman.
144 "Ahmadis: The lightning rod that attracts the most hatred". The Dawn. 28.listopada 2011.
145 "Clarification – 86 Ahmadisdiedinthe Lahore attacks"  Arhivirana inačica izvorne stranice od 6. studenoga 2018. (Wayback Machine). Al Islam. 12.lipnja 2010.

## Palestina
Glavni članak: Ahmadija u Palestini
2010. g. zabilježeni su progoni Ahmadijaca u područjima pod kontrolom palestinske samouprave. 148 Iste je godine Mohammed Sharif Ouda, čelnik ahmadijske zajednice u Izraelu, radiju Arutz Sheva rekao da palestinske vlasti „potiču hladnokrvna ubojstva Ahmadijaca“ ne čineći konkretne korake da bi zaštitile zajednicu. 149

## Saudijska Arabija
Glavni članak: Ahmadija u Saudijskoj Arabiji
Ahmadijci su konstantno progonjeni u Saudijskoj Arabiji. 150 U nacionalnoj kampanji iz 2006. i 2007. g. pronalaženja i deportacije stranih radnika Ahmadijaca, saudijska religijska policija uhitila je između 56 i 60 Ahmadi muslimana indijskog, pakistanskog i sirijskog porijekla. U svibnju 2012. g. saudijske su vlasti uhitile dvojicu saudijskih sunita zbog preobraćenja na ahmadijski islam. 151 Uhićeni su tri mjeseca nakon pridruživanja Ahmadiji i odbijanja napuštanja svojih vjerovanja. Prema podacima iz svibnja 2014. g., dvojica optuženika za otpadništvo od vjere dvije su godine bili u zatvoru čekajući suđenje. Otada nisu pušteni. 152 153
U siječnju 2007. g. Human Rights Watch poslao je otvoreno pismo saudijskom Kralju Abdullahu, tražeći ga da obustavi religijski progon ahmadijske vjere u Saudijskoj Arabiji. Dva su pisma poslana u studenom 2006. i veljači 2007. g. s molbom da ukine zabranu putovanja kritičarima saudijske vlade. 154 
Prema saudijskom religijskom zakonu, Ahmadijcima je, kao i nemuslimanima, zabranjen ulazak u Meku, što ograničava njihovu mogućnost obavljanja obveznog hadža.

## Ujedinjeno Kraljevstvo
Ahmadijci u UK suočeni su s ubojstvima, masovnim prosvjedima drugih muslimana protiv izgradnje ahmadijskih džamija155 te prijetnjama i zastrašivanjem. 156 U ožujku 2016. g. škotski premijer Nicola Sturgeon prisustvovao je bdijenju za Ahmadijca Asada Shaha (40) kojeg je ubio sunit Tanveer Ahmed (32) zbog, prema policiji, „religijskih predrasuda“. 157 U travnju 2016. g. u Zelenoj džamiji u Stockwellu pronađeni su letci koji pozivaju na ubojstva Ahmadijaca. 158 159 Iz džamije su tvrdili da nisu bili svjesni da su letci tamo postavljeni. Autor letaka bio je Muhammad Yusuf Ludhianvi Yusuf Ludhianvi, bivši čelnik Khatam-e-Nabuwwat (ili KhatmeNabuwwat) – antiahmadijske organizacije. Puno je ime organizacije Međunarodni odbor za zaštitu konačnosti proroštva. 160
146 "Pakistan mosqueraidskillscores". BBC News. 28.svibnja 2010.
147 Potreban citat.
148 "Palestinian Muslims who reject violence are persecuted"  Arhivirana inačica izvorne stranice od 4. ožujka 2016. (Wayback Machine). israeltoday.co.il.
149 "Palestinian Muslims who reject violence are persecuted"  Arhivirana inačica izvorne stranice od 4. ožujka 2016. (Wayback Machine). israeltoday.co.il.
150 "Persecution of Ahmadis in Saudi Arabia". Persecution.org. Pristupljeno 11.ožujka 2012.
151 U.S. Department of State, Bureau of Democracy, Human Rights and Labor,International Religious Freedom Report for 2012: SaudiArabia (20.svibnja 2013.).
152 HAW urges Saudi to free two Ahmadisheld for apostasy, The Daily Star, Lebanon News (15.svibnja 2014).
153 "Saudi Arabia: 2 Years Behind Bars on Apostasy Accusation". Human Rights Watch. 15.svibnja 2014. Pristupljeno 1.ožujka 2015.
154 "Letter to King Abdullah"  Arhivirana inačica izvorne stranice od 12. listopada 2017. (Wayback Machine). HRW. 8.veljače 2007. Pristupljeno 23.listopada 2011.
155 Bunglawala, Inayat (8. prosinca 2009.)."Freedom of worship for Ahmadis". London: The Guardian. Pristupljeno 8. prosinca 2010.
156 

## Za daljnje istraživanje
•Mirza Basheer-ud-Din Mahmood Ahmad(1980). Invitation to Ahmadiyyat. Routledge & KeganLtd.ISBN
0-7100-0119-3.
•Mirza Basheer-ud-Din Mahmood Ahmad(1924).Ahmadiyya or the true Islam (PDF). Islam International Publications.ISBN 1-85372-982-5.
•Mirza Tahir Ahmad (2004). With Love to the Muslims of the World: The Ahmadiyya Perspective(PDF). Surrey: Islam International Publications.ISBN 1-85372-744-X.
•Mirza Tahir Ahmad(1985). An Elementary Study of Islam. Surrey: Islam International Publications.ISBN 1-85372-562-5.
•Syed Hasanat Ahmad (2010).An Introduction to the Hidden Treasures of Islam(PDF). Surrey: Islam International Publications.ISBN978-1-84880-050-2.
•Humphrey J Fisher (1963). Ahmadiyya: a study in contemporary Islam on the West African coast. Nigeria: Oxford University Press.
•Yohanan Friedmann (2003). Prophecy Continuous: Aspects of Ahmadi Religious Thought and Its Medieval Background. Oxford University Press.
ISBN 965-264-014-X.
•Antonio R. Gualtieri (1989). Conscience And Coercion. Canada: GuernicaEditions.ISBN 0-920717-41-1.
•Antonio Gualtieri (2004). The Ahmadis: community, gender, and politics in a Muslim society. Canada: McGill-Queen's University Press.ISBN 0-7735-2738-9.
•ShaikhAbdul Hadi (2008).Basics of Religious Education(PDF) (5th ed.). Canada: Islam International Publications.ISBN1882494-03-2.
•Farhan Iqbal; Imtiaz Ahmed Sra (2014).With Love to Muhammad, TheKhatam-un-Nabiyyin: The Ahmadiyya Muslim Understanding of Finality of Prophethood (PDF). Canada: Islam International Publications. ISBN978-0-9937731-0-5.
•MuhammadZafarullahKhan (1978). Ahmadiyyat: the renaissance of Islam. Tabshir Publications.ISBN 0-85525-015-1.
•Simon Ross Valentine (2008).Islam and the Ahmadiyyajamaʻat: history, belief, practice. Columbia University Press.ISBN 978-0-231-70094-8.
•Karimullah Zirvi.Welcome to Ahmadiyyat, the True Islam(PDF). Islam International Publications.

## Vanjske poveznice
156 AsadShah: Nicola Sturgeon joins 500 people at the vigil as defiant locals declare 'This is not who we are' dailyrecord.co.uk, 25.ožujka 2016.
157 "'KillAhmadis' leaflets found in UK mosque - BBC News". Pristupljeno 15. kolovoza 2016.
158 "The Muslim Council of Britainis failing Ahmadis like Asad Shah". The Guardian. 2016-04-25. ISSN 0261-3077. Pristupljeno 15. kolovoza 2016.
159 "Renowned Scholar Maulana Yusuf Ludhianvi Martyred in Karachi". www.albalagh.net. Pristupljeno 15. kolovoza 2016.
•	Službena stranica Muslimanske zajednice Ahmadije
•	Uvod i kratki prikaz povijesti Muslimanske zajednice Ahmadije
•	Službena stranica na temu progona Muslimanske zajednice Ahmadije